# Huta Szkła Okiennego „Ząbkowice”
Huta Szkła Okiennego „Ząbkowice” (HSO „Ząbkowice”) – huta szkła budowlanego działająca w latach 1925–2004 w Ząbkowicach (od 1977 dzielnicy Dąbrowy Górniczej).
Huta powstała w 1925 roku, a jej założycielem była belgijska spółka Verraries du Midi de la Russie - Towarzystwo Południowo Polskich Hut Szkła, należąca do Edwarda Guillonne'a. Jej budowa była formą rekompensaty w zamian za zakłady położone na terenie Ukrainy, utracone w wyniku rewolucji październikowej w 1917 roku. 

W 1928 roku zakład, działając jako Belgijska Spółka Akcyjna Towarzystwo Południowe Polskich Hut Lustrzanych, Huta Mechaniczna w Ząbkowicach przystąpił do warszawskiej spółki "Verpol". W dziesięć lat później huta produkowała 1500 ton szkła rocznie przy zatrudnieniu 350 pracowników.

Po wybuchu II wojny światowej zakład przejęli Niemcy. Początkowo działał on jako "Feindliches Vermogen", a od 1942 roku został przejęty przez firmę Nenglas G.m.b.H. Po zakończeniu działań wojennych huta uruchomiła produkcję w 1946 roku.

W latach 1951–1980 Zakład należał do Zjednoczonych Hut Szkła Gospodarczego "Vitropol" z siedzibą w Sandomierzu. Produkował szkło płaskie, ciągnione metodą Fourcaulta, szyby termoizolacyjne, refleksyjne, meblowe oraz hartowane szyby samochodowe.
Huta Szkła Okiennego "Ząbkowice" S.A. została postawiona w stan upadłości na mocy postanowienia Sądu Rejonowego w Katowicach z dnia 9 stycznia 1997 roku. Postępowanie upadłościowe zakładu zostało zakończone 27 marca 2002 roku, zaś wykreślenie spółki z Krajowego Rejestru Sądowego nastąpiło w dniu 2 grudnia 2004 roku.
Aktualnie na terenie dawnej huty znajduje się zakład produkcyjny firmy URSA Polska Sp. z o.o., wytwarzający wełnę mineralną.